# 戴夫·马斯泰恩
戴夫·馬斯泰恩（英語：Dave Mustaine，1961年9月13日—），全名大衛·史考特·馬斯泰恩（David Scott Mustaine），美国鞭击金属樂團麥加帝斯的吉他手、歌手、主要作曲家和創立者之一。也曾经是金屬製品的主音吉他手和作曲家之一。
马斯泰恩出生于加州拉梅萨，在南加州多个区长大，现居加州福尔布鲁克。
2009年乔尔·麦基弗（Joel McIver）所著《最伟大的100名金属吉他手》一书中，马斯泰恩排名第一位。